# Luchtpostetiket

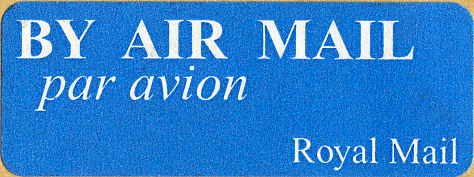
Brits luchtpostetiket met ook de Franse tekst "par avion"

Een luchtpostetiket of luchtpoststrookje is een postaal etiket dat op een poststuk wordt geplakt om aan te geven dat verzending per luchtpost de bedoeling is van de verzender. Dat blijkt uit de aanduiding "Par avion", "By air mail", "Per luchtpost" en dergelijke.
In Nederland werd het luchtpostetiket in 1926 ingevoerd (zwarte tekst op een geel etiket) en in 1927 verplicht gesteld. In 1929 werd bij de Wereldpostunie beslist dat luchtpostetiketten blauw moesten zijn. Bovendien moest altijd de tekst "Par avion" worden gebruikt of worden toegevoegd.